# Hiccoda plebeia
Hiccoda plebeia là một loài bướm đêm trong họ Noctuidae.